# Frank Torruellas
Francisco Torruellas Kortright, detto Frank (Elizabeth, 30 dicembre 1963), è un ex cestista portoricano.

## Carriera
Con Porto Rico ha disputato i Campionati del mondo del 1986, segnando 35 punti in 5 partite.